# Мода

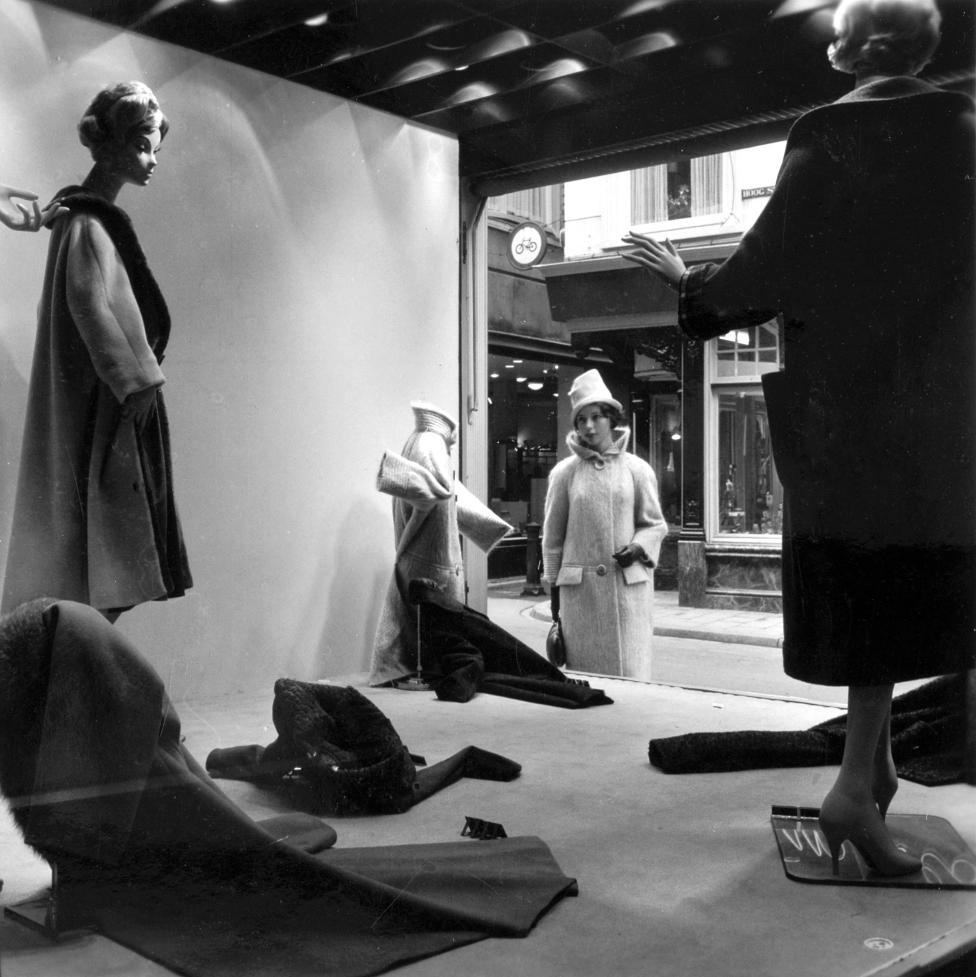
Витрина модного магазина, Нидерланды (ок. 1965). Развитие чёрно-белой модной фотографии имело принципиальное значение для формирования индустрии моды

Мо́да (фр. mode, от лат. modus — мера, образ, способ, правило, предписание) — совокупность привычек, ценностей и вкусов, принятых в определённой среде в определённое время. Установление идеологии или стиля в какой-либо сфере жизни или культуры. Мода может определять тип или форму одежды и аксессуаров, набор идей, принципы поведения людей в обществе друг друга и этикета, и понятий нормы в стилизации и организации пространства. Иногда понятие моды распространяют на представления об образе жизни, искусстве, литературе, архитектуре, кулинарии, индустрии развлечений и отдыха, рассматривают её влияние на тип человеческого тела и т. д. Понятие моды, как правило, подразумевает непрочное и быстро проходящее установление. Стремление неукоснительно следовать условным модным правилам и веяниям часто привлекало внимание карикатуристов.
Важным атрибутом моды является следование новому и представление его как ценности. Принцип новизны и модности зависит не столько от объективного времени создания предмета, сколько от момента его вхождения в систему выбранных ценностей и прославления, признания в обществе. Модные элементы одежды — как правило, имеют прямые аналоги в прошлом. Теряя новизну, в глазах окружающих предмет становится старомодным.
Принято считать, что моду поддерживают два основных устремления. Первый — подражание с целью перенять опыт или хороший вкус. Второй — давление социальной системы: страх оказаться вне общества, боязнь изоляции и т. д. По другой классификации, подражание само по себе является формой биологической защиты.
Современная мода в одежде связана принципом сезона. Определяют всего два основных сезонных вектора: весна-лето и осень-зима. Полагают, что мода предшествующих эпох менялась медленнее и могла оставаться неизменной на протяжении тысячелетий, к примеру, в Древнем Египте. Это положение неоднократно подвергалось критике. Представления о неизменном характере исторического костюма могут быть связаны как с ограниченным набором источников, так и с недостаточно чётким пониманием принципа развития исторической и традиционной моды.
Индустрию моды поддерживают журналы, блоги и социальные сети, специализированные тренд-агентства и Дома Мод.

## Одежда

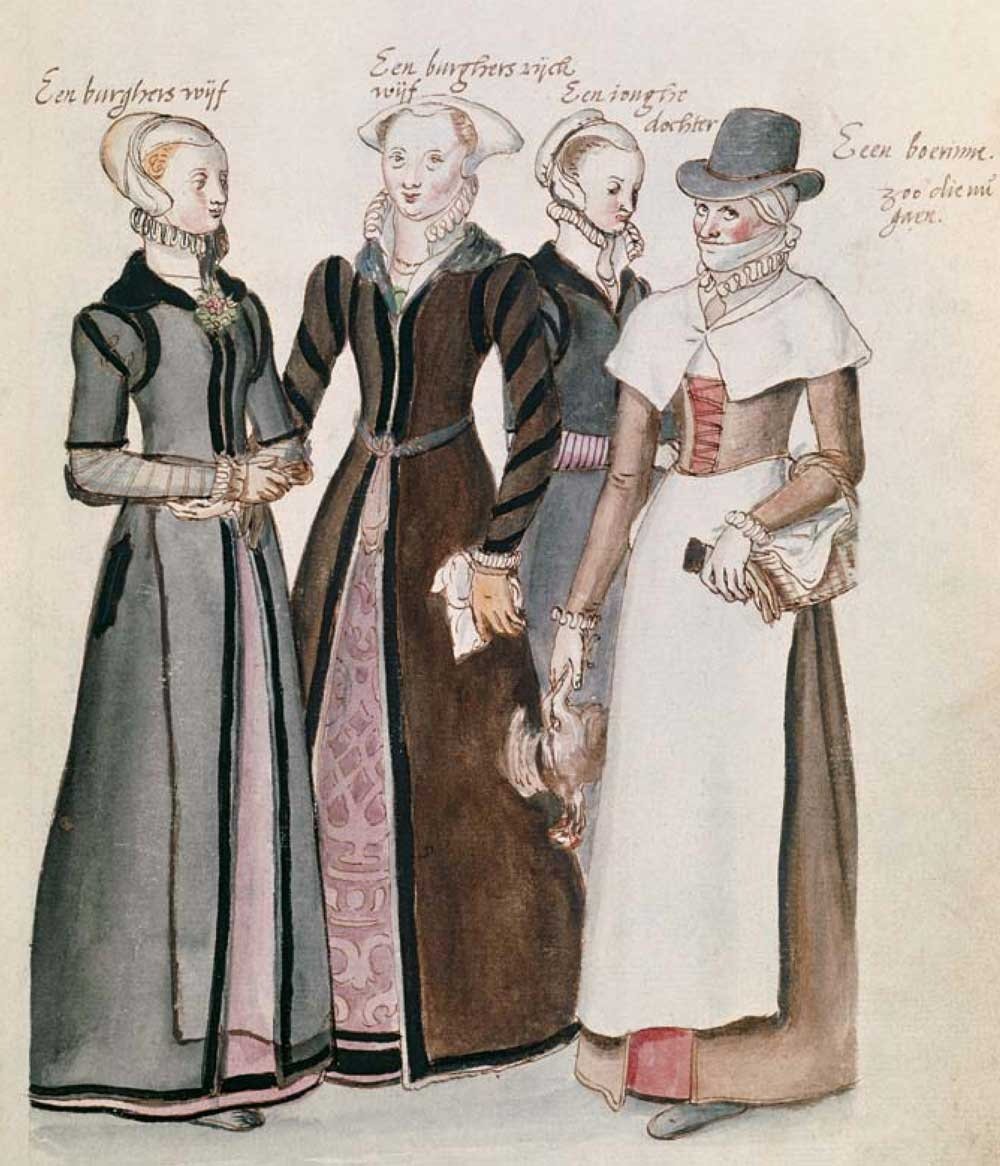
Костюмы женщин Лондона 1574 г. Акварель из «Всемирного театра старинной и современной моды»
Лукаса де Гира

Мода в одежде — смена форм и образцов одежды, которая происходит в течение сравнительно коротких промежутков времени. Это словоупотребление (быть одетым «по моде», фр. à la mode) восходит к XVII веку, когда французская придворная мода стала образцом для всех европейских стран. Мода подразумевает сочетание различных элементов: причёска, элементы одежды, крой, цвет, аксессуары, которые принимают участие в создании модного образа.
Мода в одежде связана с визуальным приближением тела к принятым идеалам и образцам. Например, в Китае, Японии и европейском костюме были приняты различные виды деформации. В Японии девочкам изменяли строение ступни, ограничивая её рост — считалось признаком аристократизма. В Европе корсет корректировал очертания всего тела. Кринолин подчёркивал достоинство и общественное положение. Отчасти большой расход ткани на шлейф или платье являлся показателем принадлежности к тому или иному сословию.
Существенно влияет на моду понимание и идентификация пола. В определённый период в некоторых странах (например, в Индии) существовал и существует строгий регламент по использованию тех или иных видов одежды или использование одежды противоположного пола.

## Индустрия моды
Индустрия моды — это сектор экономики, включающий в себя производство и сбыт товаров (в том числе и услуг как товара), сопряжённые секторы.
На протяжении истории моду в одежде диктовали разные страны; на данный момент самым «модным» городом считается Париж (и, следовательно, страной — Франция), но ранее моду задавали Италия, Испания, и, позднее Англия.
Зачастую первенство в вопросах моды было связано с политическим первенством (например, Италия диктовала моду в период Ренессанса, расцвета городов-государств вроде Венеции и Флоренции; с XIII века именно здесь изготавливались бархат и шёлк).
Моде уделяли внимание французские правители, начиная с Людовика XIV. Это привело к развитию во Франции текстильного производства, было множество умелых швей.

### Синдикат Высокой моды
Высокая мода (фр. Haute Couture), что дословно переводится как «высокое искусство пошива», означает индивидуальный пошив одежды высокого уровня качества и соответственной ценовой категории. Так как мастерство швейного искусства претендовало на звание высочайшего, то и Высокая мода стала высшим сегментом фэшн-рынка. Исторически сложилось, что мировой столицей Высокой моды стал Париж, в котором в 1858 году англичанин Чарльз Уорт создал сначала свой первый Дом моды, а потом учредил Синдикат Высокой моды (фр. Chambre syndicale de la haute couture parisienne) — объединение Домов моды, которые обшивали аристократию и финансовую верхушку общества.
Во время работы в швейном ателье одной из парижских мануфактур, Уорт женился на сослуживице — манекенщице Мари Верне. Модели шляпок и платьев, создаваемые Уортом для жены, начали пользоваться спросом среди клиентов, которые просили пошить для них копии. Найдя богатого компаньона-шведа, Уорт организовал собственное дело, которое вскоре оказалось в сфере интересов французской императрицы Евгении, известной законодательницы мод той эпохи. Клиентами первого Дома Высокой моды стали многие аристократки и известные женщины того времени, в том числе княгиня Паулина фон Меттерних и актриса Сара Бернар. Клиентки приезжали к Уорту в Париж даже из Бостона и Нью-Йорка.
Уорт известен как законодатель новых женских модных форм, ликвидацией излишних рюшей и оборок. Предлагал своим клиентам огромный ассортимент тканей и тщательную, педантичную подгонку по фигуре. Вместо того, чтобы позволить клиенту диктовать дизайн, Уорт первым распределил коллекции моделей одежды по сезонам, он четыре раза в год устраивал показы мод. Клиентки выбирали модели, которые потом отшивались из тканей по индивидуальному выбору и с учётом размеров и особенностей фигуры. Уорта считают революционером в швейном бизнесе. Он первым увидел в портном художника, а не просто ремесленника, и присвоил ему ранг «кутюрье». Уорта также рассматривают как создателя системы модного брендинга и как одного из создателей моды как системы.

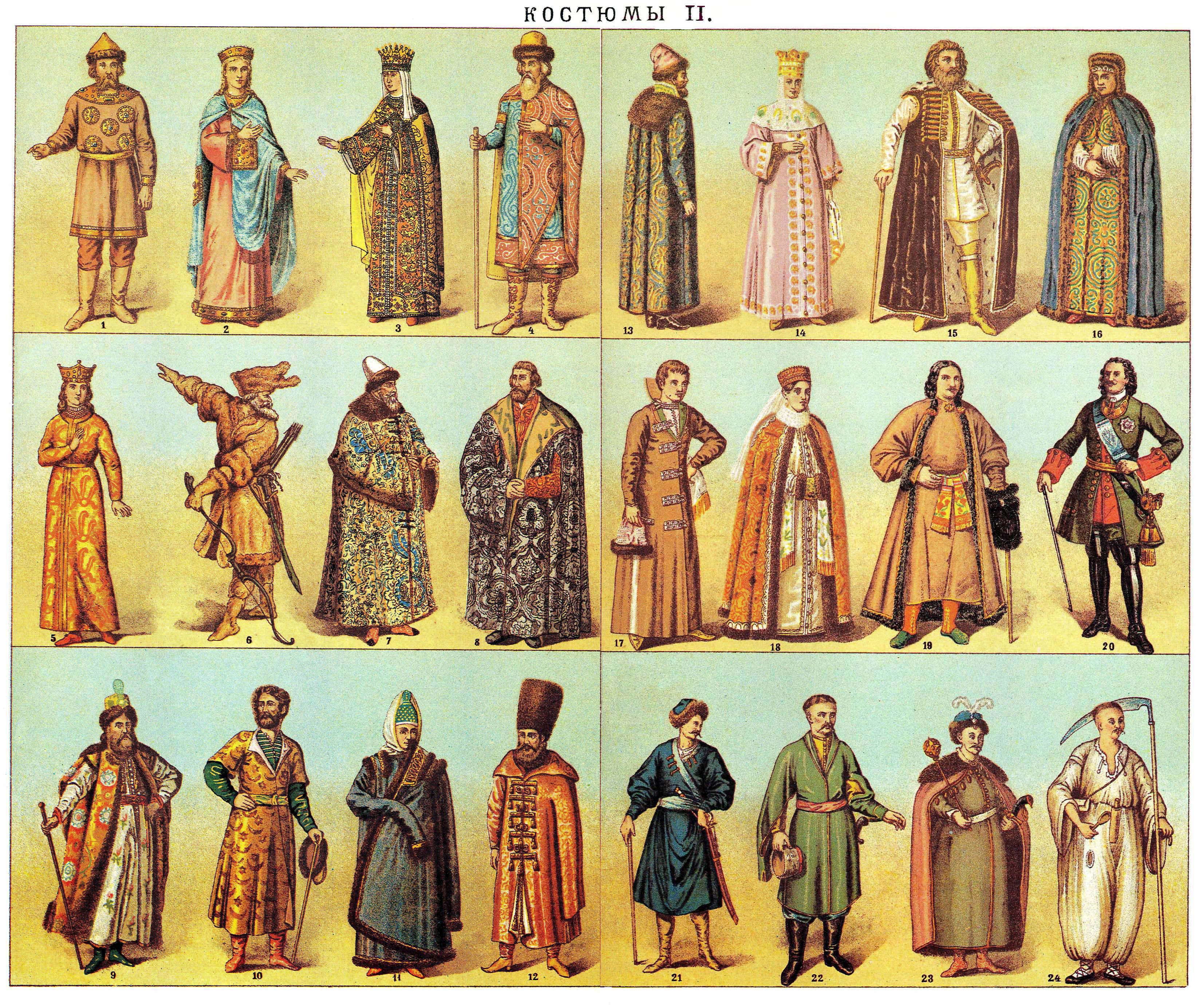
КОСТЮМЫ II (составлено из собрания П. Я. Дашкова; Энциклопедический словарь Брокгауза и Ефрона). 1. Мужской костюм XI века. 2. Костюм княжны XI века. 3. Костюм княжны XI века (по византийской рукописи). 4. Зажиточный поселянин XII века. 5. Девичий костюм XIII века. 6. Охотничий костюм XV века. 7—8. Изображение Герберштейна в жалованной шубе (XVI век). 9. Боярский костюм XVI—XVII века (боярин Потёмкин). 10. Мужской костюм XVII века. 11. Женский костюм XVII века. 12—13. Боярские костюмы XVII века. 14. Костюм царевны XVII века. 15. Княжеский костюм XVII века. 16. Вдовий костюм конца XVII века (царица Наталья Кирилловна). 17. Костюм молодого боярина XVII века. 18. Костюм боярышни XVII века. 19. Домашний костюм боярина, конца XVII века (Иван Кириллович Нарышкин). 20. Немецкий (воинский) костюм начала XVIII века (Пётр Великий). 21. Костюм пограничного воеводы XVII в. 22. Донской казак в жалованном кафтане (начало XVIII века). 23. Костюм малороссийского гетмана (Богдан Хмельницкий). 24. Казак в домашнем костюме

Предпосылки создания Синдиката (от слова синдик — должностное лицо) — организации, напоминавшей по своим функциям средневековую ремесленную корпорацию или цех, были следующие: защита авторских прав кутюрье от копирования их моделей и создание коллекций единичных эксклюзивных моделей для клиентов, желавших подчеркнуть свою индивидуальность и высокое положение в обществе. Звание «кутюрье» имел право носить только член Синдиката. Для вступления в эту организацию в XIX и первой половине XX веков Дома моды должны были соответствовать определённым стандартам: осуществлять индивидуальный пошив одежды со значительной частью ручных швов, что по мнению Чарльза Уорта гарантировало уникальность модели и высокое качество (в отличие от швов машинного производства).
Во второй половине XX века Синдикат стал уже своеобразным профсоюзом кутюрье, который определяет статус модельеров (члены Синдиката, члены-корреспонденты, а также приглашённые члены, которые могут быть со временем приняты в Синдикат), занимается организацией показов коллекций Домов высокой моды (в январе и июле), поддерживает связи с прессой и торговой сетью по всему миру.
Для получения звания Дома Высокой моды, надо иметь основное производство и бутики в Париже, чтобы юридически входить в ведомство французского Департамента промышленности. Количество служащих в Модном доме должно быть не меньше 15. К осенне-зимнему и весенне-летнему сезону два раза в год должны быть созданы коллекции: для каждого дефиле по 35 дневных и столько же вечерних моделей. При изготовлении нарядов обязательно применение ручного труда. Количество машинных швов не должно превышать 30 %. В 2001 году правила приёма в Синдикат были немного упрощены, что позволило получить звание кутюрье таким модельерам как Жан-Поль Готье и Тьерри Мюглер.
В 2001 году в состав Синдиката входили следующие Дома: Balmain, Chanel, Christian Dior, Christian Lacroix, Emanuel Ungaro, Givenchy, Hanae Mori, Jean Louis Scherrer, Jean-Paul Gaultier, Lecoanet Hemant, Louis Feraud, Thierry Mugler, Torrente, Yves Saint Laurent, Viktor & Rolf.

### Постоянные члены
- Adeline André[фр.], с 1997 дебютировавшая как «приглашённый член», участие в дефиле с 2007[11].
- Alexis Mabille[фр.] с июля 2007 года в числе приглашённых членов[12], с декабря 2012 — действительный член[13].
- Atelier Gustavolins[фр.] с 10 января 2011 года[14].
- Chanel
- Christian Dior
- Christophe Josse[фр.] с 14 февраля 2011 года[15][16],[17],, в числе приглашённых членов с 2007 года, далее в постоянных.
- Franck Sorbier[фр.]
- Giambattista Valli с 2008 года.
- Jean-Paul Gaultier SA
- Martin Margiela с декабря 2012[13].
- Maurizio Galante[18] с января 2008.
- Stéphane Rolland[фр.]

### Члены-корреспонденты
- Versace принимает участие в дефиле c 2004 года, прерывал членство по экономическим причинам, восстановлен в 2012 году[19].
- Elie Saab
- Giorgio Armani
- Valentino
- Azzedine Alaïa (редко принимает участие в дефиле).

### Приглашённые члены
Эта категория существует с 1998 года. Предназначена для запуска новых французских и международных люксовых брендов. С 2012 года 8 брендов (с линиями аксессуаров) уже принимали участие в дефиле Высокой моды.

#### Январь 2012
- Alexandre Vauthier[фр.][14] с января 2011 года.
- Bouchra Jarrar[фр.] (бывший бренд Balenciaga и Lacroix)[20] с января 2010 года.
- Iris Van Herpen с июля 2011.
- Julien Fournié[14] с января 2011 года.
- Rabih Kayrouz[фр.][12] с июля 2008 года.
- Yiqing Yin с января 2012 года.

#### Январь 2013
- Эрве Леруа, более известный под именем Эрве Леже, создатель марки Hervé Léger.
- Béatrice Demulder Ferrant.
- Rad Hourani.
- Зухаир Мурад[21][22].

### КоллекцииПрет-а-порте
Альтернативой Высокой моде выступает такое понятие как Прет-а-порте (фр. prêt-à-porter — «готовое платье»). Это массовый выпуск продукции швейной индустрии — моделей готовой одежды, которые производятся большими партиями и в стандартной линейке размеров. Авторами моделей прет-а-порте выступают ведущие модельеры известных Домов моды. Коллекции класса прет-а-порте являются основным источником прибыли для Домов моды.

## Классификация сегментов индустрии моды
Сегментами рынка модной индустрии являются категории, на которые подразделены различные марки и бренды, в зависимости от своих параметров — качества изделий, способа выпуска коллекций и ценовой политики производителя. В составе одного дизайнерского бренда могут совмещать работу несколько различных линий: от-кутюр, прет-а-порте и диффузная.

### Высокая мода
- Haute couture — парижские дома мод. Сертификаты на право называться «От кутюр» имеют около 100 домов мод. Не зарегистрированные в Париже бренды, так называться не могут. В частности, итальянские дома мод, могут называться только «couture» по причине отсутствия регистрации в Париже. Вещи «от кутюр», как правило, шьются вручную из натуральных материалов. Изделия являются предметами роскоши. Знаковые модели, зачастую, становятся объектами коллекционирования.
- Prêt-à-porter (De Luxe) — марки сегмента класса «премиум». Изделия также имеют имя дизайнера. Модели выпускаются небольшими сериями, которые не повторяются. Качество материалов также высокое, но индивидуальные мерки заменены стандартной линейкой размеров. Выпуском товаров этого класса занимаются такие компании как Chanel, Versace, Louis Vuitton. Изделия создаются в соответствии со стандартным размерным рядом.
- Prêt-à-porter (Ready To Wear) — сегмент класса «премиум». Также соблюдено авторство изделий. Но характер изделий носит повседневную направленность, масс-маркет в пределах моды. Более прост подход к выбору концепции коллекций, конструкция носит более лёгкий характер. Размерный ряд стандартный.

### Средний ценовой сегмент
- Диффузные линии (англ. diffusion lines) — «линии распространения», — вторая и третья линии выпуска одежды, переходные между классом «премиум» и менее престижными, также узкофункциональные линии. Бытует мнение о том, что диффузные линии приносят дизайнерским брендам высокий доход и защищают бренд от попадания в разряд масс-маркета, являясь своеобразным промежуточным звеном между прет-а-порте и ширпотребом. Дизайнеры пользуются возможностью убирать и возвращать на рынок диффузные линии без ущерба для основного бренда категории прет-а-порте. Практикуется также выпуск капсульных коллекций. Такая коллекция — результат совместной деятельности бренда и приглашённого дизайнера. Она подчинена одной общей идее и всегда лимитирована, то есть ограничена по количеству выпущенных изделий, по периоду продаж, по количеству участвующих в продажах магазинов данной сети. С одной стороны, выпуск капсульной коллекции является поводом для привлечения внимания, с другой стороны это даёт возможность покупателю приобрести дизайнерскую вещь по цене масс-маркета. Существуют также круизные или курортные коллекции, выпускаемые, как правило, в период межсезонья. Часто они являются пробной версией будущей коллекции сезона, показывая намечающиеся модные тенденции нового сезона. Круизные или курортные коллекции первоначально создавались Домами Высокой моды для богатых клиентов, предпочитающих проводить холодную пору года в странах с тёплым климатом. Это полноценные коллекции, включающие в себя одежду, обувь, аксессуары и купальные принадлежности[24]. В 1970-х годах некоторые Дома Высокой моды (Gucci, Pierre Cardin и др.) стали продавать производителям товаров потребления права на использование собственного бренда. К 1980 году марку Gucci носило 22 тысячи наименований изделий, в том числе даже зажигалки. Под маркой Pierre Cardin существовала сеть, торгующая товарами низкого качества. Всё это наносило моральный урон престижу Домов моды, но позволяло заниматься производством менее прибыльных линий «от-кутюр» и «прет-а-порте». Диффузные бренды, появившиеся в модной индустрии в начале 1990-х годов, стали решением проблемы сохранения престижа брендов и получения высоких доходов. Они предлагали более дешёвые и функциональные изделия из менее дорогих материалов, имеющие чёткую стилистическую связь с основной линией бренда. Некоторые диффузные бренды настолько преуспели, что приобрели индивидуальный статус в сознании покупателя. Примерами являются вторая линия статусной марки Prada — Miu Miu, линия D&G тандема Dolce & Gabbana, линия Versus у Versace, линия Burberry Prorsum у британской компании Burberry, линия Just Cavalli у Roberto Cavalli и многие другие[25].
- Бридж-бренды (англ. bridge — «мост») — переходные бренды между «прет-а-порте» и «масс-маркетом» (ширпотребом). Сегмент бридж-брендов получил развитие во времена экономического кризиса в 2008 году. Стоимость товаров меньше, чем у диффузных брендов, качество практически идентичное. Сегмент бридж условно разделяется на категории better (лучший) и middle (средний). К бридж-брендам относятся такие торговые марки как Apriori, Cavita, Cacharel, IKKS[фр.], Laurel, Morella (из Max Mara Fashion Group), Stefanel, Zadig&Voltaire[фр.] и другие[26].

Также бридж-бренды условно подразделяют на категории better (лучший) и middle (средний):
- Лучшие бренды (better) — марки, предлагающие изделия достаточно высокого качества по относительно демократичным ценам (Calvin Klein Jeans, Massimo Dutti, Levi Strauss & Co., Mexx, Tommy Hilfiger и другие).
- Утилитарные бренды (contemporary) — ориентированы на массового потребителя, отличаются функциональностью и доступностью изделий (Benetton, Marks & Spencer, Motivi, Oasis, Topshop, Zara и другие).

### Массовые марки
- Бюджетные бренды — это бренды низшего сегмента модной индустрии, марки одежды или обуви с наиболее демократичными ценами при сравнительно невысоком качестве и массовости изготовления продукта. Часто работают по принципу «быстрая мода». Отдельные марки занимаются производством «реплик», то есть копий изделий модных домов и дизайнерских брендов, используя дешёвые материалы и упрощённые конструкции, другие создают собственные модели или частично копируют модели других брендов своей ценовой категории. Примерами могут быть марки Bershka, Sasch, NewYorker и другие.
- Массовые бренды (moderate) — марки с наиболее демократичными ценами и относительно низким качеством выпускаемых изделий (Calliope, Jennyfer, Terranova, Sela).

Демократичные марки подразделяют на два направления:
- молодёжные бренды (Bershka, Mango, New Yorker, Pull & Bear, Stradivarius и другие).
- бренды для всей семьи (С & A, Esprit, LC Waikiki, HoneyLook и другие)[27].

## Теория моды
Изучение моды представляет собой последовательную аналитическую систему. Теория моды связана с несколькими направлениями: изучением социальных аспектов и идеологической практики, исследованием экономических основ и маркетинговых стратегий, изучением аксиологических принципов и художественных особенностей элементов моды. Теория моды — широкая исследовательская область, посвящённая изучению как объектов материальной культуры (костюма, мебели, аксессуаров, предметов быта), так и идеологических концепций, связанных с установлением системы ценностей. В области теории моды, как правило, обозначают несколько основных направлений, основными из которых называют социальные теории, доктрину потребления, концепции телесного и проблему языка.
Мода представляет собой не только коммерческой феномен, она существует как идеологическая и социальная форма. Положения аналитики моды сформированы в рамках социальной теории и развивались под влиянием философских доктрин своего времени. Основные направления теории моды — аналитика аксиологических форм, исследование традиционных и актуальных систем, изучение принципов социального поведения, исследование феномена символических ценностей и попытка исследования моды как семиотической системы. Среди исследователей идеологических принципов и создателей теории моды можно назвать следующие имена: Макс Вебер, Георг Зиммель, Торстейн Веблен, Пьер Бурдье, Ролан Барт, Жан Бодрийяр, Юлия Кристева, Энн Холландер, Валери Стил, Жиль Липовецкий и другие.

### Мода и феномен нового
Один из центральных аспектов моды — феномен нового. Особенность этого принципа — в постоянной активации незнакомого, неизвестного, ещё несуществующего. А также — в установлении нового хронологического принципа, связанного с последовательным предпочтением будущего — принципа, который, вероятно можно считать одним из маркеров Нового времени. Фактически, принцип нового, ожидание грядущего и приоритет ещё несуществующего являются тем барьером, где происходит разделение актуального и традиционного. Полагают, что в данном случае можно говорить о формировании двух различных типов культуры. Мода формирует принцип образования нового как центральный. Структура моды и традиционная система различаются формальным принципом, положенным в их основу. В традиционной культуре новое обозначено как феномен, но не является определяющей ценностью и занимает периферийное положение по отношению к другим компонентам культуры. Мода подразумевает хронологическую последовательность, ориентированную на формирование постоянно нового. Тем самым она нарушает замкнутую последовательность традиционной культуры. В отличие от традиционной формы, ориентированной на возобновление и усовершенствование старого, мода исходит из превосходства нового, формируя концепт новизны.

### Георг Зиммельи его концепция моды
По мнению Георга Зиммеля, модные вещи — опознавательные знаки, указывающие на принадлежность к элите. Мода — стремление низов подражать элите. Моды не существовало в первобытном обществе, так как степень социального неравенства между людьми, степень разделения людей на элиту и массу в первобытном обществе была невысокой. В кастовом и сословном обществе мода не менялась столетиями, так как масса по закону не имела права подражать элите. В Средние века в Западной Европе только представители элиты — дворяне и священники — имели право носить модные вещи. Представителям низших сословий это было запрещено по закону. Модными вещами в то время были драгоценности и меха. Купцы имели деньги для приобретения этих вещей, но не имели права их носить и не хотели провоцировать дворян на ограбление себя. Кстати, главным поставщиком мехов в Западную Европу была Россия, которая богатела на торговле этим модным товаром. В Новое Время были отменены правовые запреты на ношение любой одежды, возросла скорость вертикальной мобильности и исчезла потомственная аристократия. При капитализме масса стала стремиться подражать элите и носить модные вещи с целью походить на представителей элиты хотя бы внешне. Поэтому сегодня элита вынуждена постоянно выдумывать новую моду, чтобы выделяться из общей массы. Масса настолько измучила элиту в этом смысле, что элита вынуждена иногда даже повторять моду на некоторые вещи через некоторые промежутки времени. Примеры повторов моды: толстая подошва-«платформа», кожаный плащ, парик. Примеры модных вещей и деталей внешнего облика из недавнего прошлого: брюки-«клёш», очень узкие брюки («макароны»), тёмные очки, борода, бритая голова «под крутого парня», татуировки, пирсинг, мини-юбка, туфли на «шпильках», автомобиль «Мерседес», мобильный телефон, шорты. Особенно пристально следят за модой представители молодёжной субкультуры и молодые женщины.

### Мода и система ценностей
Помимо воспроизведения коммерческого механизма, мода функционирует как идеологическая система. Она подразумевает последовательность установления ценностей и обеспечивает признание тех или иных форм и концептов в качестве идеологических доминант. Одно из важных направлений исследования моды как системы исходит из предположения, что мода — форма власти, а власть — способность устанавливать ценности. Многие авторы, среди которых Барт, Бодрийяр, Фуко, Делез идентифицируют моду как аксиологическую форму, ориентированную на модель формирования ценности.

## Мода и психология
Мода всегда является социальным акцентом определённого стиля одежды, выраженным в массовом предпочтении; стиль одежды, в свою очередь, это конечный итог пяти последовательных культурных слоёв: адаптационный (одежда как необходимость), функциональный (одежда оптимальная для деятельности), символический (статус), регуляционный (регулирует взаимоотношения) и индивидуальный (личные предпочтения). Исходя из множества (но в то же время упорядоченного) разнообразия стилей, в которых выражается определённый менталитет и идеология, можно проследить определённые типы личности (стили: готический, спортивный, рок, милитари, хиппи, богемный и другие).
Выделяют, например, периодическое, циклическое влияние определённых психотипов на моду: шизотимический костюм (концепция, образ, символика, ассоциации, позиционирование идеалов, полярность: аристократизм и андеграунд), авторитарный костюм (деловой, строгий стиль, глыбообразный облик как у римских статуй, статус и соответствие), психастенический костюм (закрытый, объёмные изделия, уютные виды тканей, естественность и функциональность, неброские цвета), ювенильный тип (демократичная, спортивная одежда, толстовки, жилеты, комфортность и свобода, яркие цвета, принты, слоганы), демонстративный костюм (часто идут наперекор моде, могут быть среди чудаков, фриков, и среди фэшн-икон и законодателей мод, смелый, экстравагантный, запоминающийся вид, контрасты, аксессуары), сангвинический костюм (гармония, уравновешенность, женственность, чувство цвета, практичность).
С точки зрения социально-психологических механизмов, мода основывается на подражании и заражении.